# Kisema
Kisema (russisch Кизема) ist eine Siedlung in Nordwestrussland. Der Ort gehört zur Oblast Archangelsk und hat 2968 Einwohner (Stand 14. Oktober 2010). Er befindet sich im Rajon Ustja.

## Geographie
Kisema befindet sich etwa 440 km südwestlich der Oblasthauptstadt Archangelsk, nahe der Grenze zur Oblast Wologda. Die nächstgelegenen größeren Städte sind das rund 100 km östlich gelegene Kotlas sowie das 150 km westlich gelegene Welsk. An der Westgrenze des Ortes durchquert der namensgebende Fluss Kisema die Siedlung.
Kisema ist Verwaltungszentrum der selskoje posselenije Kisemskoje (сельское поселение Киземское). Die Gemeinde umfasst neben Kisema die Orte Wonschuga (Вонжуга) sowie Senross (Сенгосс) und zählt 3075 Einwohner (Stand 2010).

## Geschichte
Kisema entstand 1942 als eine Eisenbahnstation der, während der Anfang der 1940er Jahre von Häftlingen der umliegenden Gulag-Arbeitslager gebauten, Petschora-Eisenbahn. Seit 1947 bestand im Ort eine Holzfabrik. Zur Erschließung der Holzressourcen in den umliegenden Gebieten wurde die Kisemaer Schmalspurbahn (Киземская узкоколейная железная дорога) gebaut, welche von Kisema ausgehend nach Süden verläuft. Bis zum Jahr 2005 war Kisema eine Siedlung städtischen Typs.

## Bevölkerungsentwicklung
Die folgende Übersicht zeigt die Entwicklung der Einwohnerzahlen von Kisema.
| Jahr | Einwohner |
| ---- | --------- |
| 1959 | 11.264    |
| 1970 | 4.962     |
| 1979 | 4.921     |
| 1989 | 5.181     |
| 2002 | 3.788     |
| 2010 | 2.968     |

Anmerkung: Volkszählungsdaten

## Wirtschaft
Kisema ist eine Bahnstation an der Linie Konoscha–Kotlas der Petschora-Eisenbahn. Die wichtigsten Wirtschaftszweige Kisemas sind die Holzindustrie und das Eisenbahntransportwesen. Der Ort verfügt über ein Kulturhaus, zwei Schulen, einen Kindergarten, zwei Bibliotheken,  sowie ein Krankenhaus.